# Slunečná
Slunečná település Csehországban, Česká Lípa-i járásban. Slunečná Volfartice, Skalice u České Lípy, Horní Libchava, Kamenický Šenov és Nový Oldřichov településekkel határos. Lakosainak száma 147 fő (2024. január 1.).

## Népesség
A település lakosságának változását az alábbi diagram mutatja:
| Lakosok száma | 594  | 494  | 369  | 146  | 91   | 121  | 129  | 133  | 144  | 147  |
|               | 1869 | 1900 | 1921 | 1961 | 1980 | 2011 | 2016 | 2019 | 2021 | 2024 |